# Harold Russell
Harold John Avery Russell (født 14. januar 1914, død 29. januar 2002) var en canadisk-amerikansk krigsveteran og amatørskuespiller.
Han vandt en Oscar for bedste mandlige birolle, for sin rolle som Homer Parrish, en sømand, der havde mistet begge hænder i krigen, i filmen De bedste år. Han er en af to ikke-professionelle skuespillere, der har vundet en Oscar. Han har en stjerne på Hollywood Walk of Fame.